# 霍羅迪謝-普斯托瓦里夫斯凱
49°38′12″N 29°56′23″E / 49.63667°N 29.93972°E

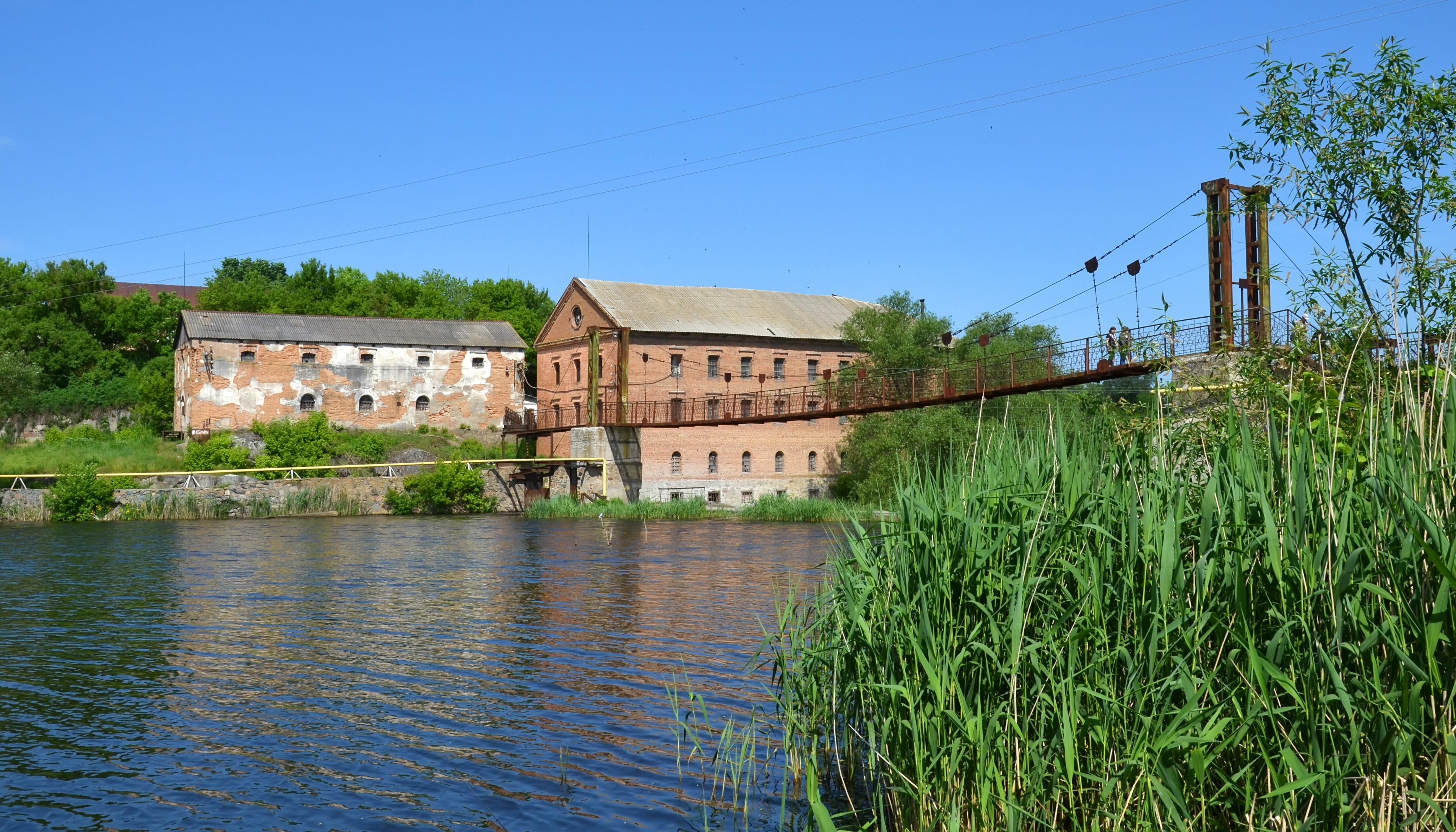
悬索桥

霍羅迪谢-普斯托瓦里夫斯凱（烏克蘭語：Городище-Пустоварівське）是位於烏克蘭北部的村莊，由基辅州白采爾克瓦區的沃洛達爾卡市鎮負責管轄。該村始建於1704年，面積2.91平方公里，海拔高度180米，2001年人口1,110，人口密度每平方公里372.7人。